# The Angriest Man in Brooklyn
The Angriest Man in Brooklyn es una película de 2014 dirigida por Phil Alden Robinson. Está protagonizada por Robin Williams, Mila Kunis, Peter Dinklage y Melissa Leo. 
Es una nueva versión de la película de Israel de 1997, The 92 Minutes of Mr. Baum, escrita y dirigida por Assi Dayan. La película tuvo un estreno limitado y se estrenó en DVD el 23 de mayo de 2014.

## Sinopsis
La doctora Sharon Gill, que está haciendo una sustitución, le comunica por error al paciente Henry Altmann que le quedan solo noventa minutos de vida. Ella entonces trata de localizar desesperadamente a este hombre, que se ha lanzado en una absurda aventura por la ciudad, en la que tratará de enmendar todos los errores que ha cometido en su vida.

## Elenco
- Robin Williams como Henry Altmann.
- Mila Kunis como Sharon Gill.
- Melissa Leo como Bette Altmann.
- Peter Dinklage como Aaron Altmann.
- James Earl Jones como Ruben.
- Hamish Linklater como Tommy Altmann.
- Sutton Foster como Adela.
- Richard Kind como Bix Field.
- Daniel Raymont como Ulugbek.
- Chris Gethard como Dr. Jordan Reed
- Jerry Adler como Cooper.
- Bob Dishy como Frank.
- Isiah Whitlock, Jr. como Yates.
- Da’Vine Joy Randolph como Enfermera Rowan.
- Jeremie Harris como Leon.
- Lee Garlington como Gummy.
- Roy Milton Davis como Buster.
- Olga Merediz como Jane.
- Hank Chen como Damien.
- Rock Kohli como Gurjot.
- Kirk Taylor como Policía.

## Recepción
Recibió críticas negativas. En Rotten Tomatoes tiene un 10% basado en treinta críticas. En Metacritic, tiene un puntaje de 21 sobre 100.

## DVD
La película se lanzó en DVD y Blu-ray el 22 de julio de 2014.